# 사이드킥 (만화)
사이드킥은 매주 수요일에 네이버 웹툰에 연재한 웹툰이다.